# 2015年世界博览会
2015年世界博览会是於義大利米蘭舉辦的世界博览会，日期為2015年5月1日到10月31日。2010年11月23日，国际展览局正式宣佈2015年世界博览会由米兰舉辦。1906年世界博覽會曾於米蘭舉辦，這將是1906年後米蘭第二次舉辦世界博覽會。

## 主题
“润养大地，泽给苍生”是米兰市申办2015年世博会的主题。這包含了技術、創新、文化、傳統與創造性，以及它們怎樣同食物與飲食協調。鑒于全球新形勢與新問題，2015世博會將進一步發展前幾屆世博會引入的主題（例如萨拉戈萨2008年世界博覽會的水主題），主要關注點放在全世界居民獲得健康、安全和足夠食品的權利之上。

### 七個分主題
本屆世博會有七個建議性分主題：

- 食品安全、保障與質量的科學
- 農產品供應鏈的創新
- 農業與生物多樣性技術
- 飲食教育
- 食品方面的團結與合作
- 滿足更佳生活方式的食品
- 世界各文化與種族群體的食品

## 申辦過程
国际展览局的140个成员将于2008年3月底投票选出2015年世博会举办城市。提出申办2015年世博会的候选城市除意大利的米兰外，还有土耳其的伊兹密尔。
2006年11月2日，加拿大多伦多市宣布退出申办2015年世界博览会。
2008年3月31日在法国巴黎召开的第143次全体大会上，意大利的米兰以86票赢得2015年世界博览会主办权。

## 參展國家、地區及國際組織
預計140多個國家和眾多國際組織將參加本屆世博會。

### 參展國家
作為上海2010年世界博覽會互惠協定的一部分，2008年12月8日，中國成為第一個正式確認參加2015年米蘭世博會的國家。在互惠協定外的首個確認參加國為瑞士，於2011年2月3日正式確認。
下列國家已確認參展:
| - 阿富汗 - 阿尔巴尼亚 - 阿尔及利亚 - 安哥拉 - 阿根廷 - 亞美尼亞 - 奥地利 - 巴林 - 白俄羅斯 - 比利时 - 玻利维亚 - 巴西 - 保加利亚 - 緬甸 - 柬埔寨 - 喀麦隆 - 中非 - 智利 - 中华人民共和国 - 哥伦比亚 - 古巴 - 捷克 - 刚果民主共和国 - 多米尼克 - 埃及 - 薩爾瓦多 - 赤道几内亚 - 爱沙尼亚 - 衣索比亞 - 密克羅尼西亞聯邦 - 法國 | - 加彭 - 德国 - 格瑞那達 - 几内亚 - 希腊 - 海地 - 匈牙利 - 印度 - 印度尼西亞 - 伊朗 - 伊拉克 - 爱尔兰 - 以色列 - 義大利 (主辦國家) - 日本 - 约旦 - 科威特 - 拉脫維亞 - 黎巴嫩 - 利比里亚 - 利比亞 - 立陶宛 - 马来西亚 - 馬爾地夫 - 馬爾他 - 毛里塔尼亚 - 墨西哥 - 摩尔多瓦 - 摩納哥 - 蒙古国 - 摩洛哥 - 蒙特內哥羅 - 莫桑比克 - 尼泊尔 - 尼日尔 - 奈及利亞 - 阿曼 | - 帛琉 - 巴勒斯坦 - 巴基斯坦 - 巴拿马 - 巴拉圭 - 秘魯 - 波蘭 - 刚果共和国 - 羅馬尼亞 - 俄羅斯 - 卢旺达 - 圣卢西亚 - 圣马力诺 - 聖多美和普林西比 - 沙烏地阿拉伯 - 塞内加尔 - 塞爾維亞 - 塞舌尔 - 斯洛伐克 - 斯洛維尼亞 - 西班牙 - 斯里蘭卡 - 苏丹 - 瑞士 - 叙利亚 - 坦桑尼亚 - 泰國 - 多哥 - 突尼西亞 - 土耳其 - 乌干达 - 乌克兰 - 乌拉圭 - 阿联酋 - 英国 - 美国 - 梵蒂冈 - 委內瑞拉 - 越南 - 葉門 - 尚比亞 - 辛巴威 |

| - CERN - 欧盟 - FAO - 國際奧委會 - 馬爾他騎士團 - United Nations | - 行動援助 - Alliance 2015 - 國際明愛 - Don Bosco Network - 樂施會 - 中華民國都市設計學會 | - 萬科 |

## 反对浪潮
2015年5月1日世博开幕当天，遭到反紧缩活动家的抗议和无政府主义者的犯罪性破坏，迫使警察使用催泪瓦斯。方济各教宗谴责世博会，称其“顺从丟棄文化，不利于塑造公平和可持续发展的典范”，但是同時他也呼籲深入世博會“潤養大地，澤給蒼生”的主題，關注忍飢挨餓的人。然而梵蒂冈在他上位之前曾投入300万欧元建设展馆，教宗对此表示，尽管这是件好事，因为教会参加博览会是为了与饥饿作斗争和推广清洁能源，但他表示，梵蒂冈把太多的钱浪费在世博会上了。

## 外部連結
- 官方網站（页面存档备份，存于）
- BIE官网 (EN)（页面存档备份，存于）